# Volk und Haus Gottes in Augustins Lehre von der Kirche
Volk und Haus Gottes in Augustins Lehre von der Kirche ist die Dissertation Joseph Ratzingers (des späteren Papstes Benedikt XVI.), die im Studienjahr 1950/1951 an der theologischen Fakultät der Ludwig-Maximilians-Universität München auf eine Preisausschreibung von Professor Gottlieb Söhngen verfasst wurde. Nachdem Ratzingers Studie den Fakultätspreis gewonnen hatte, wurde sie 1951 zugleich auch als Inauguraldissertation zur Doktorwürde mit summa cum laude Auszeichnung anerkannt. Sie erschien 1954 erstmals in Buchform und 2011 im 1. Band von Joseph Ratzinger Gesammelten Schriften.

## Inhalt und Resultate
Die Studie untersucht das Glaubens- und Kirchenverständnis des Kirchenvaters Augustinus von Hippo (354–430), insbesondere, was er genau mit den theologischen Begriffen „Volk Gottes“ und „Haus Gottes“ bezeichnet. Dabei stützt sich der Autor neben anderen Schriften Augustins vor allem auf seine Bibelauslegungen (Psalmen- und Johannes-Kommentar) und auf sein Werk De civitate Dei.
Ratzingers Ziel ist gemäß eigener Angabe „die Darstellung einer geistlichen Welt, von der wir wissen, dass Augustin ihr begegnet ist, und die Darstellung dessen, was Augustin selbst daraus geformt hat“. Dies erfordert sowohl systematisch-theologische als auch historische Forschung aus einer zeitlichen Distanz von anderthalb Jahrtausenden.
Der Autor geht systematisch und tiefgreifend dem Ursprung der Begriffe und Vorstellungen der Augustinus-Texte nach. Wie zahlreiche Bächlein fließen diese Erkenntnisse zu Teilergebnissen und von denen zu Konklusionen zusammen. Ratzinger untersucht damit parallel die Persönlichkeitsentwicklung des von heidnischem Rhetoriklehrer zum christlichen Kirchenvater gewordenen Augustins, vor allem die fruchtbare Wechselwirkung seiner philosophisch-theologischen Apriori und der kirchlichen Tradition, die von früheren Kirchenvätern repräsentiert werden. Hauptsächlich wird der Gedankeneinfluss von Tertullian, Cyprian und Optatus von Mileve auf Augustinus untersucht.
Gottlieb Söhngens damalige Vermutung, »Volk Gottes« sei der Zentralbegriff der Kirchenlehre Augustins, wird durch die Studie nicht bestätigt, schreibt Papst Benedikt XVI. im Vorwort zum 1. Band seiner Gesamten Schriften. Seine Dissertation zeigt demgegenüber, dass die gesuchte hermeneutische Schlüssel von Augustins Ekklesiologie in seiner Leib-Christi-Theologie liege, die eucharistisch zentriert sei. Sie basiere auf dem eucharistischen Leib-Christi-Begriff (sacramentum corporis Christi) des 1. Korintherbriefes von Paulus: »weil ein Brot sind wir, die vielen ein Leib« (1 Kor 10,16 ). Diese theologische Entdeckung der Dissertation bedürfte die Ausblendung der Dominanz des damaligen ekklesiologischen Leib-Christi-Bildes, das in anderen paulinischen Bibelstellen, vor allem im Römerbrief (Röm 12,4–5 ) wurzelt: Kirche als ein Leib, bestehend aus vielen Gliedern. Die Erforschung dieser wesentlichen Differenz gelingt nicht desto weniger, weil sich der Autor – wie Ratzinger angibt – allein von den Texten des Kirchenvaters führen ließ.
Die Resultate der Studie gewinnen nicht nur theoretische, sondern auch praktische Bedeutung: das angenommene Kirchenbild des II. Vatikanischen Konzils stimmt grundsätzlich mit der von Joseph Ratzinger verstandenen Kirchenlehre Augustins überein. Die Ekklesiologie des Konzils sei Communio-Ekklesiologie und darum wesentlich eucharistische Ekklesiologie, erklärt der Papst im Vorwort der kurz vor dem 50-Jahr-Jubiläum des II. Vatikanum erschienenen Neuausgabe seiner Dissertation.
Die minutiöse Studie, die durch klare und auch für ein breiteres Publikum verständliche Ausführungen und ihren Spannung weckenden Stil den Kirchenvater Augustinus und seine Lehre in eine persönliche Nähe bringt, stellt auch eine interessante, breites Wissen vermittelnde Lektüre über die geistige Welt der Antike dar. Die anspruchsvollen Formulierungen Ratzingers werden durch einen breiten Wortschatz noch ausdrucksreicher.
Sein erstes wissenschaftliches Werk vermittelt grundlegend neue Erkenntnisse u. a. über das Kirchenverständnis Augustins und seine eucharistische Ekklesiologie als spirituelle Mitte christlicher Existenz:
„Insgesamt stellt sich demnach jetzt unsere Christus-Einheit auf einer dreifachen Ebene dar, deren aber jede engstens in die andere hineingehalten ist, so dass alle drei zusammen ein unlösliches Ganzes bilden. Es handelt sich um sacramentum corporis Christi – corpus Christi – caritas. Dieses dreistufige Eine sagt die innere Gestalt unserer Christusteilhabe aus, wie wir nämlich alle zusammen ein Christus sind. […] Denn diese caritas ist schließlich der Geist Christi selbst, von dem das ganze Leibgefüge überhaupt wirklich ist. Hier liegt aber zugleich die Umkehrung in die alleräußerste Konkretheit vor, denn caritas ist nicht ein mystisches Innen, das für die menschliche Verwirklichung nichts sagt, sondern sie ist Kircheneinheit, mehr: sie ist die reale, nüchterne, wirkende Liebe des christlichen Herzens. […] Es gibt nicht auf der einen Seite ein uneigentliches moralisches oder persönliches Opfer und daneben ein eigentliches kultisches, sondern das erste ist die res des letzteren, in dem dieses erst seine eigentliche Wirklichkeit hat. Wir stehen hier vor dem, was man die Messopfertheorie Augustins nennen könnte. Sie ist insofern von vornherein von allen modernen Bemühungen um dieses Problem grundlegend verschieden als sie ein ganz anderes Verhältnis zwischen dem Historischen und dem Pneumatischen voraussetzt als wir es gewohnt sind. Augustin selbst steht damit, wie wir sahen, in einer langen Tradition, die er auf einen Höhepunkt führt. Die bisher mehr oder minder nebeneinander liegenden Gedankenreihen von sacrificium, corpus (eucharistisch-ekklesiologisch) und caritas holt er in eine echte innere Einheit zusammen. […] Zusammenfassend können wir nun endgültig sagen: An die Stelle des heidnischen Götterstaates setzt Augustin den christlichen Gottestaat, d.i. den Leib Christi. Augustins Begriff vom Leib Christi stellt eine durch Hilarius und Chrysostomus angebahnte, von Augustin aber in eigentümlicher Weise durchgeführte Synthese des metaphysischen Leibbegriffes der antignostischen Theologie mit dem eucharistisch-kirchlichen Leibbegriff dar, wie wir ihn zumal bei Tertullian und Cyprian, aber auch bei den griechischen Theologen vorgefunden haben. Die Kirchengliedschaft besteht in der Eucharistie-Teilhabe, die Kirche selbst ist gleichbedeutend mit dem sie setzenden Sakrament, sacramentum corporis Christi. Dieses ganze »sacramentum« ist Zeichen für das corpus Christi verum, die heilige Kirche. Wie im antidonatistischen Streit heißt auch hier der alles zusammenhaltende Schlüsselbegriff caritas. Sie ist als der Christusgeist die gestaltende Mitte des Christusleibes, zugleich die einheitschaffende Macht, die beides zusammenhält. So wird zuletzt sie dargestellt im sacramentum corporis Christi.“ (§17 Die neue Kult.)
Zwar werden die Schriftauslegungen Augustins in der Studie analysiert, bleibt jedoch eine eigentliche Bibelauslegung in diesem Zusammenhang aus. Einerseits, wie Ratzinger in seiner Dissertation vermerkt, weil dies damals bedeutende Literatur hätte, andererseits „weil eine Untersuchung der Schrift mit heutigen historisch-kritischen Mitteln ein wesentlich anderes Bild vermittelt, als es sich dem Leser des christlichen Altertums ergab. Um dieses zu finden muss man gerade wieder die kirchliche Tradition ins Auge fassen.“

## Hermeneutik
Der Autor weist im Vorwort der ersten Buchausgabe (1954) auf wichtige hermeneutische Grundlagen seiner interdisziplinären wissenschaftlichen Textanalyse hin, die auch zu seinen Forschungsresultate beitragen:
„Die neuen Antworten, die dieses Buch geben kann, hängen freilich engstens zusammen mit der neuen Frage, die es gestellt hat. Ganz allgemein bedingen sich ja der Fortschritt in der historischen und systematischen Forschung gegenseitig; denn wenn es auch die Aufgabe des Historikers ist, unabhängig von systematischen Voraussetzungen allein die geschichtliche Wirklichkeit zu erforschen, wie immer sie sich auch zur eigenen Meinung verhält, so kann er doch Antwort nur da erhalten, wo er zuerst gefragt hat. Fragen aber kann er nur aus seiner eigenen vorbestehenden systematischen Erkenntnis heraus. Die gefundene Antwort kann dann den systematischen Gesichtskreis weiten, die Systematik kann von hier Boden bieten zu erneutem, vertieftem Eindringen in den Gegenstand der historischen Forschung. So wird die Systematik je und je zur Grenze der historischen Bemühung wie diese wiederum je und je die Grenzerweiterung der Systematik zu werden berufen ist.“

## Joseph Ratzinger Gesammelte Schriften
60 Jahre nach ihrer Verfassung erschien die Dissertation wieder in der sechzehnbändigen Buchserie Joseph Ratzinger Gesammelte Schriften, sie bildet die erste Hälfte dessen ersten Bandes, welcher auch weitere Studien des Autors zu Augustinus und zur Theologie der Kirchenväter enthält. Im Vorwort dieses Bandes erinnert sich Papst Benedikt XVI. so:
„Rückblickend kann ich nur tiefe Dankbarkeit empfinden, dass mir die »Preisarbeit« von Damals nicht nur die Tür zu einer lebenslangen Freundschaft mit dem heiligen Augustinus geöffnet hat, sondern mich auf die Spur der eucharistischen Ekklesiologie führte und mir so ein Verstehen der Realität Kirche geschenkt hat, das mit dem tiefsten Intentionen des II. Vatikanischen Konzils übereinstimmt und zuglleich die spirituelle Mitte christlicher Existenz hineinführt.“

## Bibliographische Angaben
- Joseph Ratzinger, Volk und Haus Gottes in Augustins Lehre von der Kirche, Dissertation, München 1954 (Erstausgabe).
- Nachdruck der Erstausgabe, EOS Verlag der Erzabtei Sankt Ottilien, Sankt Ottilien 1992.
- Neuauflage in: Münchener Theologische Studien, Systematische Abteilung, Bd. 7, EOS Verlag, St. Ottilien 2005, ISBN 3-88096-207-3.
- Joseph Ratzinger Gesammelte Schriften, Band 1, Volk und Haus Gottes in Augustins Lehre von der Kirche, Hrsg. Gerhard Ludwig Müller, Herder Verlag, Freiburg/Basel/Wien 2011, ISBN 978-3-451-34053-6.